# Lista över avsnitt av Agatha Christies Marple
Detta är en lista över avsnitt av den brittiska deckarserien Agatha Christies Marple, som hade premiär i brittisk TV 2004. I Storbritannien har serien spelats in i sex säsonger. TV-serien är baserad på Miss Marple och andra mordmysterieromaner av Agatha Christie. Den är också känd som Marple. Titelkaraktären spelades av Geraldine McEwan från den första till tredje säsongen, tills hon drog sig tillbaka från rollen. Hon ersattes av Julia McKenzie från och med den fjärde säsongen. De första sex avsnitten var alla bearbetningar av Miss Marple-romaner av Christie. Efterföljande episoder härrörde både från verk med Miss Marple men också Christie-romaner som inte innehöll karaktären.

## Avsnitt

### Säsong 1 (2004-05)
| Avsnitt | Titel                  | Premiärdatum     |      |
| --- | ---------------------- | ---------------- | ---- |
| 1 | "Liket i biblioteket"  | 12 december 2004 |      |
| En ung kvinnas lik dumpas i biblioteket i Gossington Hall, hem till Jane Marples vän Dolly Bantry och hennes man Arthur. Den pompöse polismästaren Melchett misstänker att hpn har kopplingar till Basil Blake, en konstnärlig ung man som bor i området, men Blake är avvisande när Melchett besöker honom. Då ringer kommissarie Harper från kuststaden Danemouth. Ruby Keane, en ung flicka anställd som dansare på Majestic Hotel där, har försvunnit och hennes kusin Josie Turner identifierar liket som Rubys. Ruby var i favör hos miljonären Conway Jefferson, vars egen son och dotter dödades i ett flyganfall under kriget, och han vill adoptera henne. Hans svärson Mark Gaskell och svärdotter Adelaide reagerar olika på nyheten. Miss Marple är övertygad om att lösningen på mordet på Ruby kan hittas på hotellet och hon och Dolly bokar in sig i en svit för att undersöka saken. Det råder ingen brist på misstänkta, inte bara familjemedlemmar utan även den stilige Raymond Starr, en annan av hotellets dansare, och George Bartlett, den sista personen som såg Ruby innan hon försvann. |                        |                  |      |
| 2 | "Mordet i prästgården" | 19 december 2004 | 8.36 |
| Överste Lucius Protheroe är förmodligen den minst omtyckta personen i St. Mary Mead. Alla ogillar hans överlägsna och krävande attityd. Så när han hittas död i prästgårdens arbetsrum finns det ingen ände på de misstänkta. Hans fru Ann hade en affär med den lokale konstnären Lawrence Redding. Hans dotter Lettice tyglades under hans stränga styre. Där finns också kyrkoherden och hans assistent, som Protheroe misstänkte för att ha stulit kyrkans medel. Slutligen har vi den mystiska Mrs. Lester som han uppenbarligen hade någon tidigare förbindelse med. Jane Marple, som återhämtade sig hemma från en stukad fotled, hade ett fågelperspektiv över alla som kom och gick i prästgården vid tiden för mordet och hon hjälper gärna kommissarie Slack att lösa brottet. |                        |                  |      |
| 3 | "4.50 från Paddington" | 26 december 2004 |      |
| Miss Marple undersöker den förmögna klanen Crackenthorpe och tror att en kropp är gömd på deras egendom efter att en besökande vän bevittnat ett brutalt strypmord som inträffar på ett förbipasserande tåg. |                        |                  |      |
| 4 | "Ett mord annonseras"  | 2 januari 2005   |      |
| Invånarna i Chipping Cleghorn blir förvånade när de läser en annons i lokaltidningen om att ett mord kommer att äga rum följande fredag klockan 18.30 i Little Paddocks, Letitia Blacklocks hem. En grupp samlas och i exakt det ögonblicket släcks ljuset och en ung hotellanställd, Rudi Schertz, blir skjuten. Polisen antar att han hade lagt ut annonsen och planerat det som ett rån, men för Miss Marple är det inte så uppenbart. Hon tror att mördaren sannolikt var en av personerna i rummet. Miss Marple måste nysta upp en komplex serie relationer och falska identiteter, alla centrerade kring Randall Goedler, en rik industriman som hade dött 10 år tidigare. |                        |                  |      |

### Säsong 2 (2006)
| Avsnitt | Titel                     | Premiärdatum     |
| --- | ------------------------- | ---------------- |
| 5 | "Miss Marples sista fall" | 5 februari 2006  |
| Miss Jane Marple blir ombedd att hjälpa Gwenda, en förmögen ung kvinna som har köpt ett hus på den engelska kusten, bara för att uppleva oroväckande syner. Tack vare Miss Marples efterforskningar upptäcker Gwenda att hon, istället för att tillbringa hela sitt liv i Indien, hade bott i huset som barn. Visionerna är i själva verket minnesglimtar - och hon inser att hon bevittnat mordet på en vacker kvinnad namn "Helen". |                           |                  |
| 6 | "Mord per korrespondens"  | 12 februari 2006 |
| När den oroliga krigsveteranen Jerry Burton och hans syster Joanna flyttar till den lugna lilla byn Lymstock för att Jerry ska kunna återhämta sig från skadorna han fått i vad han påstår är en motorcykelolycka, förväntar de sig inget annat än sömnighet och tristess på landet. Till sin stora förvåning finner de sig dock indragna i skandaler och hemligheter. Någon skickar elaka brev till invånarna. En lokal dignitär har redan tagit sitt liv på grund av breven och det dröjer inte länge innan den lokala skvallertackan Mona Symmington också begår självmord efter att ha fått ett brev. Men när brevskrivaren till synes tar till mord väcks Jerry av sin nyfikenhet, och han är inte den enda. Miss Jane Marple är också i Lymstock och hon har bestämt sig för att det är hög tid att någon går till botten med denna obehagliga affär.                              |                           |                  |
| 7 | "Ett sting i tummen"      | 19 februari 2006 |
| När Tommy och Tuppence besöker en äldre moster på hennes vårdhem blir Tuppence bekymrad över det udda beteendet hos en del av personalen och de boende. Så när Tuppence får höra om moster Adas plötsliga död och hennes väninna Mrs Lancasters försvinnande, inser hon att hennes oro var riktig. Tuppence träffar Miss Marple och tillsammans följer de en stig av ledtrådar som leder dem till byn Farrell St Edmund i Norfolk, där de hittar ett samhälle som vaktar en rad hemligheter. Det är först genom att gå till botten med dessa hemligheter som de börjar nysta upp sanningen om mysteriet med tant Adas död och fru Lancasters försvinnande. Den här historien handlade ursprungligen inte om Miss Marple. |                           |                  |
| 8 | "Mördande seans"          | 30 april 2006    |
| När Clive Trevelyan - parlamentsledamot, krigshjälte och arvtagare till premiärminister Winston Churchill - dödas, sätter Miss Marple igång med att lösa fallet. Trevelyan har gjort sig en förmögenhet många år tidigare i Egypten efter att i hemlighet ha hittat en förlorad grav. Han dödas under en stor snöstorm när det inte finns någon polis tillgänglig. Det finns flera möjliga misstänkta, inklusive Trevelyans skyddsling, James Pearson och hans fästmö Emily Trefusis; hans politiske agent, John Enderby; journalisten Charles Burnaby; en besökande amerikan Martin Zimmerman; och flera andra till synes opartiska parter. En fånge har också rymt från Dartmoor-fängelset. Miss Marple drar slutsatsen att mordet på Trevaljan har med hans dagar i Egypten att göra och försöker identifiera mördaren. Den här historien handlade ursprungligen inte om Miss Marple. |                           |                  |

### Säsong 3 (2007-09)
| Avsnitt | Titel             | Premiärdatum      |
| --- | ----------------- | ----------------- |
| 9 | "Bertrams hotell" | 23 september 2007 |
| Medan Miss Marple bor på det mycket flotta Bertrams Hotel, hittas en hotellstäderska, Tilly Rice, strypt på taket. Miss Marple undersöker saken med hjälp av Jane Cooper, även hon hotellstäderska. När ett mordförsök görs på hotellgästen Elvira Blake och Micky Gorman dödas av misstag istället, arbetar de två Janes tillsammans för att hitta mördarens motiv och identitet. |                   |                   |
| 10 | "Prövad oskuld"   | 30 september 2007 |
| Miss Marple är bjuden till en väns bröllop, men glädjen avbryts när en främling anländer. Han lägger fram de saknade bevisen som bevisar att familjens svarta får Jacko blev olovligen hängd för mord. Detta väcker frågan om vem i hushållet som dödade husets kallhjärtade härskarinna två år tidigare. Som vanligt behövs Miss Marple för att avslöja hatet, svartsjukan, lusten m.m. bakom familjens fasad och reda ut mysteriets trådar. Den här historien handlade ursprungligen inte om Miss Marple. |                   |                   |
| 11 | "Klockan K"       | 3 augusti 2008    |
| Miss Marple besöker sin gamla skolkamrat Camilla, Lady Tressilian, tillsammans med en eklektisk grupp: Neville Strange och hans fru Kay, hans före detta fru Audrey och hennes barndomsvän och kusin Thomas Royde, Ted Latimer (som är något av en gigolo och mycket attraherad av Kay Strange) och slutligen Freddie Treves, en pensionerad advokat. När Treves hittas död dagen efter en middagsbjudning i Lady Tressilians hem och Lady Tressilian själv hittas ihjälslagen en kort tid senare, måste Miss Marple reda ut de komplexa relationerna mellan alla spelare och avgöra vilken roll berättelsen om ett barns brott kan ha spelat i dödsfallen. Den här historien handlade ursprungligen inte om Miss Marple.                                                           |                   |                   |
| 12 | "Nemesis"         | 1 januari 2009    |
| Miss Marple kallas in för att lösa sitt mest förbryllande fall hittills. Vid hans död ber finansmannen Jason Rafiel henne att lösa ett mord. Problemet är bara att mordet kanske eller kanske inte har ägt rum ännu och att offret är okänt. Allt han har gett henne är två biljetter till Daffodil Tour Company's Mystery Tour. Det blir snart uppenbart att andra på bussresan också var "utvalda" av Mr. Rafiel. Assisterad av sin brorson Raymond West drar Miss Maple slutsatsen att fallet måste vara relaterat till fallet med Verity Hunt, en ung kvinna som 1939 rymde från en överuppmärksam hyresvärd och så småningom försvann. När en medlem av bussresan dör på ett mystiskt sätt inser hon också att någon är desperat efter att hålla en djup, mörk hemlighet dold. |                   |                   |

### Säsong 4 (2009-11)
| Avsnitt | Titel                       | Premiärdatum      |      |
| --- | --------------------------- | ----------------- | ---- |
| 13 | "En ficka full med råg"     | 6 september 2009  |      |
| När Rex Fortescue dör vid sitt skrivbord i City visar det sig att han i själva verket blev förgiftad. Han var gift med en mycket yngre hustru, som nu står att ärva. Hans son Percival, en partner i familjeföretaget, var en besvikelse för honom och dottern Elaine har inte betytt mycket. En annan son, Lance, hade blivit osams med sin far många år tidigare och flyttade till Östafrika. Han dyker plötsligt upp strax efter sin fars död och hävdar att de hade försonats och blivit inbjudna av honom att återvända till England med ett erbjudande om att återvända till firman. Miss Marple blir särskilt intresserad av fallet när hennes före detta hembiträde Gladys, som nu arbetar i Fortescues hushåll, också blir mördad. Hon får snart reda på att den äldre Fortescue hade fått förtäckta hot under en tid och att de kan ha något att göra med en affärsuppgörelse för länge sedan som gjorde honom till en förmögen man. |                             |                   |      |
| 14 | "Mord är lätt"              | 13 september 2009 |      |
| Under en tågresa till London får Miss Marple veta av en kvinna hon aldrig har träffat, Lavinia Pinkerton, att hon är säker på att det har skett två mord i hennes by Wychwood. När Lavinia dör i vad som påstås vara en olycka - hon föll, eller knuffades, nerför rulltrappan på en tunnelbanestation - bestämmer sig Miss Marple för att besöka Wychwood och se vad hon kan hitta. Som miss Marple brukar säga, den ena engelska byn är den andra lik och Wychwood har sina hemligheter som alla andra. Den första kvinnan som dog var Florie Gibbs som, trots att hon hade erfarenhet av sådana saker, ska ha ätit giftsvampar som hon plockat själv. Den andra var den lokala kyrkoherden som inte bar sin mask när han använde gift i närheten av sina bikupor. Den tredje är en ung kvinna som, sägs det, råkade dricka hattfärg i stället för sin hostmedicin. Miss Marple hittar en ledtråd som pekar på ett motiv med ursprung många år tidigare och en hemlighet som någon kommer att göra vad som helst, inklusive mord, för att hålla gömd. Den här historien handlade ursprungligen inte om Miss Marple. |                             |                   |      |
| 15 | "Trick med speglar"         | 1 januari 2010    |      |
| Miss Marple blir ombedd att hjälpa sin gamla vän Carrie-Louise, den kärleksfulla hustrun till den välvillige filantropen Lewis Serrocold. Carrie-Louise blir långsamt förgiftad av en okänd hand och hennes man och hennes syster Ruth vill absolut rädda henne från detta mörka hot. |                             |                   |      |
| 16 | "Varför bad de inte Evans?" | 15 juni 2011      | 4.51 |
| När hon besöker sin vän Marjorie Attfield får Miss Marple veta att dennes son Bobby nyligen hade hittat en kropp, identifierad som en Mr. Pritchard, nedanför en klippskreva. Han har fått ett brev som ber honom att infinna sig vid utredningen, men det verkar vara ett villospår som är avsedd att hålla honom borta från den verkliga utredningen som äger rum någon annanstans. Tillsammans med vännen Frankie Derwent spårar de den döde mannen till det närliggande Castle Savage, där det bor en dysfunktionell familj med mycket pengar. Familjens patriark Jack Savage hade dött för inte så länge sedan och den döde mannen hade en viss koppling till Savages. Men vad är nyckeln till att lösa mysteriet med Pritchards sista ord till Bobby när han låg döende: "Varför bad de inte Evans?". Den här historien handlade ursprungligen inte om Miss Marple. |                             |                   |      |

### Säsong 5 (2010-11)
| Avsnitt | Titel                                | Premiärdatum     |
| --- | ------------------------------------ | ---------------- |
| 17 | "Den gula hästen"                    | 30 augusti 2010  |
| Miss Marple blir chockad när hon får ett meddelande från sin gamle vän fader Gorman bara för att läsa i tidningen samma dag som han mördades. Han hade tagit hand om den döende kvinnan mrs Davis, som dött kvällen innan och det var när han var på väg hem som han tydligen blev attackerad. Polisen har sagt att det rör sig om ett rån, men brevet som Miss Marple fick från honom fascinerar henne: en lista med efternamn och ett citat från Bibeln. Poliskommissarie Lejeune som har hand om fallet är skeptisk till att det hela är ett mord, men när Miss Marple inspekterar Mrs. Davis rum, hittar hon en identisk lista som den som skickats till henne av fader Gorman och även en referens till puben Den gula hästen i Much Deeping, Hampshire. Hon checkar snart in på värdshuset och fortsätter sin egen undersökning. Den här historien handlade ursprungligen inte om Miss Marple.                                                                                               |                                      |                  |
| 18 | "Hemligheten på Chimneys"            | 27 december 2010 |
| Miss Marple tillbringar helgen på Chimneys, det ståtliga hemmet för Lord Caterham, vars avlidna hustru var hennes kusin. Helgen har något av en diplomatisk prägel eftersom den österrikiske greven Ludwig von Stainach också är där för att förhandla fram ett handelsavtal med britterna som ger dem tillgång till järnmalm. Chimneys var en gång i tiden "inne" men under många år har det blivit något nedgånget. Med undantag för en piga som försvann med en värdefull diamant på 1930-talet har det inte hänt mycket anmärkningsvärt där på länge. Alla blir förvånade när greve von Stainach säger att han förutom att skriva under handelsavtalet också vill köpa Chimneys. Lord Caterhams äldsta dotter Bundle är helt emot idén, men det hela tar en mycket allvarlig vändning när greven hittas mördad. Det finns flera misstänkta och ytterligare en medlem av hushållet kommer att dö innan Miss Marple löser brottet. Den här historien handlade ursprungligen inte om Miss Marple. |                                      |                  |
| 19 | "Den blå pelargonen"                 | 29 december 2010 |
| När hon besöker sin vän Dermot i Little Ambrose, blir Miss Marple indragen i att undersöka Eddie Sewards död, som hon träffat på bussen och som hittas efter att ha drunknat i floden. Inom några dagar inträffar dock ett andra misstänkt dödsfall, Mary Pritchard, som verkar ha dött av skräck. Hon var illa omtyckt av många och hade nyligen ställt till med en scen när hennes man George installerades som kapten för den lokala golfklubben. Till och med Dermot ogillade henne, liksom hennes syster Philippa, som en gång var förlovad med George, som hon beskrev som sitt livs kärlek. Det slutade med att Philippa gifte sig med Georges bror, Lewis Pritchard, och de har ständigt problem med pengar. Ett tredje dödsfall - den här gången en av George Pritchards tidigare älskarinnor - övertygar kommissarie Somerset om att George, som lämpligt nog erkänner, är mördaren. Miss Marple tror annorlunda och bestämmer sig för att bevisa det.                                   |                                      |                  |
| 20 | "Spegeln sprack från kant till kant" | 2 januari 2011   |
| Hollywoodstjärnan Marina Gregg lämnar Los Angeles för den pittoreska landsbygden i St. Mary Mead. Efter att ha bosatt sig på Gossington Hall med sin stilige unge engelske make, filmregissören Jason Rudd, hans sekreterare, Ella Blunt och Marinas exklusiva personliga assistent, Hailey Preston, dröjer det inte länge innan hon blir herrgårdsfru. När det glamorösa paret bestämmer sig för att göra en välgörenhetsgala för St John Ambulance är området fullt av nyfikna lokalbor, inklusive den tidigare ägaren av Gossington Hall, Dolly Bantry. Men när den lokala kvinnan Heather Badcock dricker en förgiftad daiquiri finner Marina sig själv i huvudrollen i ett verkligt mysterium - med stöd av Miss Marple och inspektör Hewitt, som misstänker att den dödliga cocktailen var avsedd för någon annan. Men vem? Om det var menat för Marina, varför då? |                                      |                  |

### Säsong 6 (2013)
| Avsnitt | Titel                     | Premiärdatum     |
| --- | ------------------------- | ---------------- |
| 21 | "Ett karibiskt mysterium" | 16 juni 2013     |
| Efter en tids ohälsa lämnar Miss Marple St. Mary Mead för det tropiska karibiska paradiset St. Honoré, där ett engelskt par - Tim och Molly Kendall - driver en pittoresk liten resort som heter Golden Palms. Bland de många gästerna, som inkluderar paret Hillingdons, deras amerikanska vänner Dyson och den barska affärsmagnaten Jason Rafiel, finns den pratsamme major Palgrave, som är vänlig mot alla - till allas förtret. När Palgrave en kväll kastar sig in i sin ökända berättarrutin är det bara Miss Marple som är tillräckligt intresserad för att lyssna. Samtalet övergår snabbt till mord, och Palgrave frågar henne blygt om hon vill se ett fotografi av en seriemördare. Men innan han hinner dra ut den ser han något – eller någon – och byter snabbt samtalsämne. Efter en natt med överdrivet drickande och underhållning, inklusive en voodoo-show, hittas Palgrave död i sitt rum nästa morgon - dödsorsaken är en hjärtattack. Miss Marple känner att hans död inte är någon tillfällighet och tar på sig att avslöja hemligheterna hos gästerna på St. Honoré, fast besluten att hitta den enda personen med en hemlighet som är värd att döda för. Men fler offer kommer att krävas, och en misstänkt kommer långsamt att tappa greppet om förnuftet helt och hållet innan detta karibiska mysterium kommer att lösas. |                           |                  |
| 22 | "Greenshaw's Folly"       | 23 juni 2013     |
| När den gamla familjevännen Louisa Oxley besöker Miss Marple en stormig natt för att söka hjälp, bestämmer sig Miss Marple för att skicka henne och hennes son, Archie, till säkerhet på godset Greenshaw's Folly, som ägs av Miss Marples goda vän Katherine Greenshaw, en excentrisk botaniker och den sista överlevande Greenshaw. Louisa blir Miss Greenshaws sekreterare och drar snabbt till sig trädgårdsmästaren Alfred Pollocks och skådespelaren Nat Fletchers uppmärksamhet. Saker och ting blir olycksbådande när husets trogne butler Walter Cracken dödas i vad som verkar vara en tragisk olycka. Då försvinner även gästen Horace Bindler spårlöst. Miss Marple är övertygad om att allt inte står rätt till och hennes misstankar bekräftas när Miss Greenshaw själv blir brutalt mördad. Misstänkta finns överallt, men ingen kan föreställa sig de hemligheter, både i det förflutna och i nuet, som Miss Marple avslöjar. |                           |                  |
| 23 | "Oändlig natt"            | 29 december 2013 |
| Miss Marple är i Kingston Bishop och bor hos sin väninna Marjorie Philpot, som nyligen blivit änka. Där träffar hon en stilig man vid namn Mike Rogers. Mike har inte gjort så mycket med sitt liv hittills - han jobbade som chaufför när de träffades första gången och senare som bartender. Om Mike fick som han ville skulle han köpa en fastighet som finns på marknaden, känd som Zigenarhagen, och bygga ett nytt hus på platsen. Han är fattig förstås och allt verkar omöjligt tills han träffar Ellie, som också har förälskat sig i fastigheten. Ellie är en rik arvtagerska och de blir snart förälskade. De blir dock varnade för att marken är förbannad och när de väl är inne i sitt nya hus blir det uppenbart att någon försöker skrämma bort dem. När någon dödas i en uppenbar ridolycka tror Miss Marple att det är mord. Den här historien handlade ursprungligen inte om Miss Marple. |                           |                  |